# Ринкон-де-Адемус
Ринкон-де-Адемус (исп. Rincón de Ademuz)  — район (комарка) в Испании, входит в провинцию Валенсия в составе автономного сообщества Валенсия.

## Муниципалитеты
| Муниципалитет        | Население | Площадь км² | Плотность населения чел./км² |
| -------------------- | --------- | ----------- | ---------------------------- |
| Адемус               | 1.242     | 100'4       | 12'35                        |
| Торребаха            | 414       | 4'7         | 88'08                        |
| Кастьельфабиб        | 256       | 106'3       | 2,40                         |
| Касас-Бахас          | 227       | 22,6        | 10,04                        |
| Вальянка             | 168       | 56,6        | 2,96                         |
| Касас-Альтас         | 164       | 15,9        | 10,31                        |
| Пуэбла-де-Сан-Мигель | 65        | 63,6        | 1,02                         |